# Bernadette Jagger
Bernadette Maria Jagger (* 26. Februar 1958 in Riemvasmaak, Südafrika) ist eine namibische Politikerin. Sie ist Mitglied der SWAPO und wurde 2012 in den Zentralausschuss der Partei berufen.
2015 gewann sie einen Sitz zur namibischen Nationalversammlung. Bei einer Kabinettsumbildung im Februar 2018 wurde sie zur stellvertretenden Ministerin für Umwelt, Forstwirtschaft und Tourismus ernannt und trat damit die Nachfolge von Tommy Nambahu an. Das Amt hatte sie bis März 2025 inne.

## Berufliche Laufbahn
Jagger ist von Beruf Lehrerin für die untere und höhere Grundschule und hat Abschlüsse des Sohnge Training Colleges bzw. der Universität von Namibia. Im Jahr 1976 begann sie als Lehrerin und stieg 1992 zur stellvertretenden Schulleiterin auf, bevor sie im Jahre 2012 Bildungsdirektorin für die Region Kunene wurde. Jagger erwarb außerdem ein Postgraduierten-Diplom für den Unterricht in Englisch und Verwaltung der University of Warwick sowie einen Bachelor of Philosophy in Pädagogik der University of Exeter.
Jagger ist Ratsmitglied der Riemvasmakers-Gemeinschaft, einem Clan der Nama.